# Euphorbia csatoi
Euphorbia csatoi là một loài thực vật có hoa trong họ Đại kích. Loài này được (Simonk.) Borza mô tả khoa học đầu tiên năm 1924-1925 publ. 1925.